# Мумијеви
Мумијеви (швед. Mumintroll, фин. Muumi) су главни ликови у серији књига, стрипова и телевизијских серија шведско-финске књижевнице и илустраторке Туве Јансон. Укупно 9 књига о Муминима написане су на шведском језику и објављене у Финској у периоду 1945–1970. Уз њих, настало је пет сликовница и стрип који се штампао од 1945. до 1993. Мумини су били јунаци више ТВ серија и филмова. Забавни парк посвећен Муминима постоји у месту Нантали у Финској. 
Мумијеви су породица белих и трбушастих тролова са великим њушкама, што их чини налик на нилске коње. Ова безбрижна и авантуристичка породица живи у кући у Долини Мумијеви, негде у шумама Финске. Прича о њима ослања се на неколико необичних ликова. Основу породице чине: Тата Муми, Мама Муми и Муми. Уз њих се појављују: Хемули, Њушо, Свире, Муме и његова сестра Мумка, Мала Му, Грока, Тутики и многи други, који су генерално прихваћени као део шире породице и пријатељи.